# J-Bay Open 2015
Le J-Bay Open 2015 est la sixième des onze étapes du championnat du monde de surf 2015.
Il s'est déroulé du 8 au 19 juillet 2015 à Jeffreys Bay, en Afrique du Sud. Au cours de la finale opposant les deux Australiens Julian Wilson et Mick Fanning, ce dernier est victime d'une attaque de grand requin blanc. La commission de la WSL décide alors d'annuler la finale et d'attribuer les points correspondant à une deuxième place aux deux finalistes.

## Participants
À la suite du Fiji Pro, lors du tournage d'un clip promotionnel en Indonésie pour son équipementier Quiksilver, le Français Jérémy Florès se blesse lors d'une chute en heurtant la tête la première le récif de corail. Il est victime d'une sévère commotion cérébrale qui l'oblige à déclarer forfait pour le J-Bay Open. En tant que premier choix de remplacement, le Brésilien Alejo Muniz prend sa place et participe ainsi à son quatrième événement de la saison sans faire partie intégrante du circuit. L'Hawaïen John John Florence ne s'est pas remis de sa blessure à la cheville contractée en free surf à Angra dos Reis et qui l'a déjà privé du Fiji Pro. Le Brésilien Tomas Hermes, deuxième dans l'ordre de remplacement, est appelé à le remplacer. La veille de l'ouverture du tournoi, l'Australien Matt Banting se blesse au genou gauche en réceptionnant mal un aerial 360° et déclare forfait pour la compétition. Le Sud-Africain Michael February, finaliste du tournoi qualificatif JBU Supertrial, est appelé en remplacement de dernière minute.
| Forfaits           | Forfaits            |
| Surfeur            | Raison              |
| ------------------ | ------------------- |
| Jérémy Florès      | Blessure (tête)     |
| John John Florence | Blessure (cheville) |
| Matt Banting       | Blessure (genou)    |

| Remplacements    | Remplacements        |
| Surfeur          | Qualité              |
| ---------------- | -------------------- |
| Alejo Muniz      | 1er choix            |
| Tomas Hermes     | 2e choix             |
| Michael February | Finaliste des trials |

Le Sud-Africain Slade Prestwich participe à la compétition en tant que vainqueur du tournoi qualificatif JBU Supertrial organisé à Jeffreys Bay. L'Américain Dane Reynolds est invité en tant que wild card pour la troisième fois de la saison (après les épreuves à Gold Coast et aux Fidji).
Le Brésilien Adriano de Souza dispute la compétition avec le lycra jaune de leader au classement général pour la troisième fois de la saison.

## Déroulement de la compétition
Pour la deuxième fois seulement cette saison, le Brésilien Gabriel Medina, champion du monde en titre, parvient au stade des quarts de finale après sa victoire au quatrième tour dans le « Superheat » qui l'oppose à Kelly Slater et Mick Fanning.
La compétition est marquée par l'attaque de grand requin blanc sur Mick Fanning lors de la finale qui l'oppose à son compatriote Julian Wilson. Quatre minutes seulement après le début de la finale, le requin s'emmêle dans le leash de Fanning avant de se faire repousser grâce à plusieurs coups assenés sur le dos du squale. Fanning et Wilson sont rapidement évacués par la patrouille de motomarines et aucun des deux surfeurs n'est blessé au cours de l'attaque. Après concertation entre les deux finalistes et la commission de la WSL, la finale est annulée et les gains ainsi que les points au classement général sont partagés.

### 1ertour
| Série 1 |   |               |  |       |  |
|         | 1 | Michel Bourez |  | 12.00 |  |
|         | 2 | Brett Simpson |  | 7.84  |  |
|         | 3 | Taj Burrow    |  | 5.26  |  |

| Série 2 |   |               |  |       |  |
|         | 1 | Julian Wilson |  | 13.93 |  |
|         | 2 | Alejo Muniz   |  | 12.27 |  |
|         | 3 | Miguel Pupo   |  | 5.60  |  |

| Série 3 |   |               |  |       |  |
|         | 1 | C. J. Hobgood |  | 13.70 |  |
|         | 2 | Owen Wright   |  | 12.86 |  |
|         | 3 | Kai Otton     |  | 9.72  |  |

| Série 4 |   |               |  |       |  |
|         | 1 | Dane Reynolds |  | 13.33 |  |
|         | 2 | Adam Melling  |  | 7.00  |  |
|         | 3 | Filipe Toledo |  | 5.33  |  |

| Série 5 |   |                 |  |       |  |
|         | 1 | Mick Fanning    |  | 15,67 |  |
|         | 2 | Michel February |  | 11.33 |  |
|         | 3 | Tomas Hermes    |  | 7.66  |  |

| Série 6 |   |                 |  |       |  |
|         | 1 | Kolohe Andino   |  | 14.03 |  |
|         | 2 | A. de Souza     |  | 13.24 |  |
|         | 3 | Slade Prestwich |  | 10.33 |  |

| Série 7 |   |                 |  |       |  |
|         | 1 | Josh Kerr       |  | 12.94 |  |
|         | 2 | Dusty Payne     |  | 10.14 |  |
|         | 3 | Sebastian Zietz |  | 7.74  |  |

| Série 8 |   |                |  |       |  |
|         | 1 | Kelly Slater   |  | 17.00 |  |
|         | 2 | Matt Wilkinson |  | 9.33  |  |
|         | 3 | Glenn Hall     |  | 5.40  |  |

| Série 9 |   |                 |  |       |  |
|         | 1 | Adrian Buchan   |  | 12.60 |  |
|         | 2 | Nat Young       |  | 10.00 |  |
|         | 3 | Wiggolly Dantas |  | 8.87  |  |

| Série 10 |   |                |  |       |  |
|          | 1 | F. Patacchia   |  | 14.90 |  |
|          | 2 | Jadson André   |  | 14.60 |  |
|          | 3 | Ítalo Ferreira |  | 10.53 |  |

| Série 11 |   |                  |  |       |  |
|          | 1 | Bede Durbidge    |  | 14.00 |  |
|          | 2 | Ricardo Christie |  | 6.70  |  |
|          | 3 | Jordy Smith      |  | 5.17  |  |

| Série 12 |   |                |  |       |  |
|          | 1 | Keanu Asing    |  | 13.93 |  |
|          | 2 | Joel Parkinson |  | 13.27 |  |
|          | 3 | Gabriel Medina |  | 9.00  |  |

### 2etour
| Série 1 |   |                 |  |       |  |
|         | 1 | A. de Souza     |  | 14.33 |  |
|         | 2 | Slade Prestwich |  | 13.04 |  |

| Série 2 |   |                 |  |       |  |
|         | 1 | Filipe Toledo   |  | 12.00 |  |
|         | 2 | Michel February |  | 8.00  |  |

| Série 3 |   |              |  |       |  |
|         | 1 | Owen Wright  |  | 16.17 |  |
|         | 2 | Tomas Hermes |  | 13.77 |  |

| Série 4 |   |             |  |       |  |
|         | 1 | Alejo Muniz |  | 18.83 |  |
|         | 2 | Taj Burrow  |  | 15.83 |  |

| Série 5 |   |               |  |       |  |
|         | 1 | Nat Young     |  | 17.10 |  |
|         | 2 | Brett Simpson |  | 12.10 |  |

| Série 6 |   |                |  |       |  |
|         | 1 | Ítalo Ferreira |  | 15.96 |  |
|         | 2 | Dusty Payne    |  | 15.16 |  |

| Série 7 |   |                |  |       |  |
|         | 1 | Gabriel Medina |  | 16.00 |  |
|         | 2 | Glenn Hall     |  | 5.40  |  |

| Série 8 |   |                  |  |       |  |
|         | 1 | Joel Parkinson   |  | 18.84 |  |
|         | 2 | Ricardo Christie |  | 18.13 |  |

| Série 9 |   |              |  |       |  |
|         | 1 | Adam Melling |  | 14.90 |  |
|         | 2 | Jordy Smith  |  | 8.03  |  |

| Série 10 |   |              |  |       |  |
|          | 1 | Kai Otton    |  | 18.10 |  |
|          | 2 | Jadson André |  | 17.07 |  |

| Série 11 |   |                 |  |       |  |
|          | 1 | Wiggolly Dantas |  | 17.77 |  |
|          | 2 | Miguel Pupo     |  | 15.23 |  |

| Série 12 |   |                 |  |       |  |
|          | 1 | Matt Wilkinson  |  | 14.80 |  |
|          | 2 | Sebastian Zietz |  | 13.93 |  |

### 3etour
| Série 1 |   |               |  |       |  |
|         | 1 | Adrian Buchan |  | 15.50 |  |
|         | 2 | Owen Wright   |  | 15.40 |  |

| Série 2 |   |                |  |       |  |
|         | 1 | Kai Otton      |  | 15.50 |  |
|         | 2 | Ítalo Ferreira |  | 12.83 |  |

| Série 3 |   |               |  |       |  |
|         | 1 | Julian Wilson |  | 17.94 |  |
|         | 2 | F. Patacchia  |  | 8.40  |  |

| Série 4 |   |              |  |       |  |
|         | 1 | Nat Young    |  | 16.87 |  |
|         | 2 | Adam Melling |  | 8.83  |  |

| Série 5 |   |                 |  |       |  |
|         | 1 | Wiggolly Dantas |  | 15.13 |  |
|         | 2 | Joel Parkinson  |  | 12.40 |  |

| Série 6 |   |               |  |       |  |
|         | 1 | A. de Souza   |  | 13.17 |  |
|         | 2 | Dane Reynolds |  | 11.90 |  |

| Série 7 |   |               |  |       |  |
|         | 1 | Mick Fanning  |  | 17.50 |  |
|         | 2 | C. J. Hobgood |  | 13.83 |  |

| Série 8 |   |                |  |       |  |
|         | 1 | Gabriel Medina |  | 19.17 |  |
|         | 2 | Matt Wilkinson |  | 16.07 |  |

| Série 9 |   |               |  |       |  |
|         | 1 | Kelly Slater  |  | 14.16 |  |
|         | 2 | Kolohe Andino |  | 12.27 |  |

| Série 10 |   |             |  |       |  |
|          | 1 | Keanu Asing |  | 14.83 |  |
|          | 2 | Josh Kerr   |  | 12.33 |  |

| Série 11 |   |               |  |       |  |
|          | 1 | Michel Bourez |  | 15.67 |  |
|          | 2 | Bede Durbidge |  | 15.67 |  |

| Série 12 |   |               |  |       |  |
|          | 1 | Alejo Muniz   |  | 17.83 |  |
|          | 2 | Filipe Toledo |  | 17.23 |  |

### 4etour
| Série 1 |   |               |  |       |  |
|         | 1 | Adrian Buchan |  | 13.70 |  |
|         | 2 | Kai Otton     |  | 13.50 |  |
|         | 3 | Julian Wilson |  | 7.77  |  |

| Série 2 |   |                 |  |       |  |
|         | 1 | A. de Souza     |  | 13.00 |  |
|         | 2 | Wiggolly Dantas |  | 12.57 |  |
|         | 3 | Nat Young       |  | 8.77  |  |

| Série 3 |   |                |  |       |  |
|         | 1 | Gabriel Medina |  | 12.90 |  |
|         | 2 | Kelly Slater   |  | 12.27 |  |
|         | 3 | Mick Fanning   |  | 9.94  |  |

| Série 4 |   |               |  |       |  |
|         | 1 | Alejo Muniz   |  | 14.34 |  |
|         | 2 | Keanu Asing   |  | 14.04 |  |
|         | 3 | Michel Bourez |  | 11.27 |  |

### 5etour
| Série 1 |   |           |  |       |  |
|         | 1 | Kai Otton |  | 16.60 |  |
|         | 1 | Nat Young |  | 11.34 |  |

| Série 2 |   |                 |  |       |  |
|         | 1 | Julian Wilson   |  | 18.67 |  |
|         | 2 | Wiggolly Dantas |  | 13.83 |  |

| Série 3 |   |               |  |       |  |
|         | 1 | Kelly Slater  |  | 17.53 |  |
|         | 2 | Michel Bourez |  | 15.00 |  |

| Série 4 |   |              |  |       |  |
|         | 1 | Mick Fanning |  | 15.90 |  |
|         | 2 | Keanu Asing  |  | 14.87 |  |

### Quarts de finale
| Série 1 |   |               |  |       |  |
|         | 1 | Adrian Buchan |  | 18.00 |  |
|         | 2 | Kai Otton     |  | 15.67 |  |

| Série 2 |   |               |  |       |  |
|         | 1 | Julian Wilson |  | 15.53 |  |
|         | 2 | A. de Souza   |  | 12.33 |  |

| Série 3 |   |                |  |       |  |
|         | 1 | Kelly Slater   |  | 18.10 |  |
|         | 2 | Gabriel Medina |  | 17.23 |  |

| Série 4 |   |              |  |       |  |
|         | 1 | Mick Fanning |  | 18.17 |  |
|         | 2 | Alejo Muniz  |  | 9.00  |  |

### Demi-finales
| Série 1 |   |               |  |       |  |
|         | 1 | Julian Wilson |  | 16.40 |  |
|         | 2 | Adrian Buchan |  | 15.20 |  |

| Série 2 |   |              |  |       |  |
|         | 1 | Mick Fanning |  | 18.13 |  |
|         | 2 | Kelly Slater |  | 16.23 |  |

### Finale
| \| Finale \| \| \| \| \| \| \| \| 2 \| Julian Wilson \| \| Finale annulée \| \| \| \| 2 \| Mick Fanning \| \| Finale annulée \| \| |   |               |  |                |  |
| Finale |   |               |  |                |  |
| | 2 | Julian Wilson |  | Finale annulée |  |
| | 2 | Mick Fanning  |  | Finale annulée |  |

## Classement à l'issue de l'étape
| Position | Surfeur          | Points |
| -------- | ---------------- | ------ |
| 1er      | Adriano de Souza | 33 200 |
| 2e       | Mick Fanning     | 32 950 |
| 3e       | Julian Wilson    | 31 450 |
| 4e       | Filipe Toledo    | 29 200 |
| 5e       | Owen Wright      | 27 900 |
| 6e       | Kelly Slater     | 23 200 |
| 7e       | Nat Young        | 22 250 |
| 8e       | Taj Burrow       | 22 200 |
| 9e       | Josh Kerr        | 19 700 |
| 9e       | Ítalo Ferreira   | 19 700 |